# Мідленд (Південна Дакота)
Мідленд (англ. Midland) — місто (англ. town) в США, в окрузі Хокон штату Південна Дакота. Населення — 112 особи (2020).

## Географія
Мідленд розташований за координатами 44°4′16″ пн. ш. 101°9′20″ зх. д. / 44.07111° пн. ш. 101.15556° зх. д. (44.071067, -101.155442).  За даними Бюро перепису населення США в 2010 році місто мало площу 0,89 км², уся площа — суходіл.

## Демографія
Згідно з переписом 2010 року, у місті мешкало 129 осіб у 66 домогосподарствах у складі 36 родин. Густота населення становила 145 осіб/км².  Було 92 помешкання (103/км²).
Расовий склад населення:
| - 94,6 % — білих - 4,7 % — корінних американців |

До двох чи більше рас належало 0,8 %. Частка іспаномовних становила 0,0 % від усіх жителів.
За віковим діапазоном населення розподілялося таким чином: 18,6 % — особи молодші 18 років, 53,5 % — особи у віці 18—64 років, 27,9 % — особи у віці 65 років та старші. Медіана віку мешканця становила 52,3 року. На 100 осіб жіночої статі у місті припадало 115,0 чоловіків;  на 100 жінок у віці від 18 років та старших — 101,9 чоловіків також старших 18 років.
Середній дохід на одне домашнє господарство  становив 38 828 доларів США (медіана — 32 500), а середній дохід на одну сім'ю — 48 318 доларів (медіана — 35 000). Медіана доходів становила 32 083 долари для чоловіків та 28 125 доларів для жінок. За межею бідності перебувало 14,5 % осіб, у тому числі 14,3 % дітей у віці до 18 років та 22,9 % осіб у віці 65 років та старших.
Цивільне працевлаштоване населення становило 75 осіб. Основні галузі зайнятості: сільське господарство, лісництво, риболовля — 29,3 %, освіта, охорона здоров'я та соціальна допомога — 21,3 %, будівництво — 12,0 %, транспорт — 5,3 %.